# Dawood Ibrahim
Dawood Ibrahim Kaskar, em urdu:  داوود ابراهيم (Khed, 31 de Dezembro de 1955), é um criminoso indiano que criou um império do crime com o seu grupo denominado D-Company, baseado em Mumbai.